# Nicole Giesa
Nicole Giesa (geboren 1973 in Hannover) ist eine deutsche Fotokünstlerin.

## Leben
Nicole Giesa, ursprünglich von Beruf Kulturmanagerin und Schauspielagentin, ist als Fotografin Autodidakt. Ihre erste Fotoreihe „Lost but found in Muc“ entstand ungeplant zunächst mit dem iPhone, als sie zum Jahresbeginn 2020, zeitgleich mit der Coronapandemie, von Berlin nach München zog. Sie entdeckte schließlich die Mittelformatfotografie für sich. Es folgten die Fotoreihen „Wanderlampe Wanda“ und „Pandemiclife“ sowie „Lonesome Astronaut“.

## Werk
Mit ihren fotografischen Zyklen und Fotoreihen behandelt sie gesellschaftlich relevante Themen. Bei ihrer Fotoreihe „Lonesome Astronaut“ befasst sie sich seit 2021 mit den Paradoxien des modernen Lebens im Alltag: Einsamkeit und Entfremdung in einer zunehmend vernetzten Welt. Erstmals ausgestellt wurden Werke dieser Fotoreihe neben Giesas Reihen „Wanderlampe Wanda“ und „Pandemic Life“ 2021 in der Glyptothek (München). Ausgewählte Werke wurde u. a. im Rahmen eines Photofestivals in Venedig gezeigt. Im März / April 2024 präsentierte das Künstlerhaus am Lenbachplatz eine Einzelausstellung mit insgesamt über 60 ihrer Werke aus den Reihen „Wanderlampe Wanda“ und „Lonesome Astronaut“ unter dem Ausstellungstitel „To the Moon and back“.
Im September folgte eine erweiterte Präsentation der Einzelausstellung in der Barlach Halle K mit 70 Werken. In der Zeit von Juli 2024 bis März 2025 bildet Giesas Astronaut den Abschluss der Gruppenausstellung „Metaphor to Metamorphosis“ in der König Galerie im Bergson Kunstkraftwerk, München.